# Vanesa Robles
Sandra Vanessa Robles Aguilar (Tlaquepaque, 1973) mejor conocida como Vanesa Robles, es una periodista, comunicóloga, maestra, cronista independiente mexicana.

## Trayectoria
Comenzó a escribir desde temprana edad, inspirándose en la vida y las personas de su barrio. Inicialmente cursó la licenciatura en derecho con la intención de defender a las personas de la injusticia, pero abandonó sus estudios al sentirse desilusionada. En sus inicios profesionales trabajó como redactora en Radio Universidad de Guadalajara. Posteriormente se incorporó al periódico Siglo 21, donde la periodista Rosa Esther Juárez la invitó a colaborar en la sección de cultura. Más tarde pasó a la sección Local, llamada Guadalajara y durante este periodo retomó sus estudios universitarios, inscribiéndose en la licenciatura en periodismo.
Robles comenzó sus estudios universitarios en 1991 en el  Instituto Tecnológico y de Estudios Superiores de Occidente, mientras trabajaba en Siglo 21, cubriendo temas relacionados con pobreza, derechos humanos, pueblos indígenas, mujeres e infancia. En septiembre de 1997 se integró al periódico Público, donde cubrió las mismas fuentes hasta 2001, año en el que pasó a la sección de cultura y tendencias.
Ha colaborado con medios e instituciones como El Informador, Artículo Siete, Revista Variopinto y el ITESO.  Mientras que, desde 1991 ha trabajado en medios de comunicación impresos, audiovisuales y digitales.
Es profesora en la carrera de periodismo y comunicación pública, y responsable de comunicación del Centro para la Dignidad y la Justicia Francisco Suárez; ambas en el ITESO.

## Publicaciones
- Después de la muerte seguía la poesía (2024)
- Los sicarios de la esperanza (2022)
- Cien voces de Iberoamérica (2021)[7]
- Todos contra el odio: jóvenes, igualdad y no discriminación (2019)
- Todos diferentes, todos únicos (2016)

- La bicicleta blanca. El memorial invisible del ciclista que nadie vio (2014)

## Premios y reconocimientos
A lo largo de su trayectoria, la escritora ha recibido reconocimientos por su labor periodística, entre los que se encuentran:
- En 2013 recibió el Premio Jalisco de Periodismo, en la categoría prensa escrita (publicado por El Informador), con el texto Los milagros dejaron de existir en Lagos. El reconocimiento fue entregado durante la última jornada de actividades de la Feria Internacional del Libro de Guadalajara.[8]
- En 2008 recibió el Premio Jalisco de Periodismo, en la categoría de noticia, publicado por Milenio, con el texto Culpan al río Santiago por la agonía de un niño.
- En 2002 ganó el Premio Iberoamericano de Nuevo Periodismo Cemex+FNPI, en la categoría de radio, actualmente conocido como Premio Gabo.[1]
- En 2001, fue galardonada con el Premio Jalisco de Periodismo, en la categoría de reportaje, por el texto La frontera olvidada.[9]
- En el 2000 recibió el Premio Nacional de Periodismo Cultural Fernando Benítez.
- En 1998 le otorgaron el Premio Jalisco de Periodismo, en la categoría de reportaje, por el texto Sayula, tierra de los peones desamparados.[10]